# Municipio de Pickford
El municipio de Pickford (en inglés: Pickford Township) es un municipio ubicado en el condado de Chippewa en el estado estadounidense de Míchigan. En el año 2010 tenía una población de 1595 habitantes y una densidad poblacional de 5,15 personas por km².

## Geografía
El municipio de Pickford se encuentra ubicado en las coordenadas 46°10′31″N 84°20′10″O / 46.17528, -84.33611. Según la Oficina del Censo de los Estados Unidos, el municipio tiene una superficie total de 309.55 km², de la cual 280,4 km² corresponden a tierra firme y (9,42 %) 29,15 km² es agua.

## Demografía
Según el censo de 2010, había 1595 personas residiendo en el municipio de Pickford. La densidad de población era de 5,15 hab./km². De los 1595 habitantes, el municipio de Pickford estaba compuesto por el 90,34 % blancos, el 6,21 % eran amerindios, el 0,31 % eran asiáticos y el 3,13 % eran de una mezcla de razas. Del total de la población el 0,56 % eran hispanos o latinos de cualquier raza.